# Ulodes verrucosus
Ulodes verrucosus is een keversoort uit de familie Ulodidae. De wetenschappelijke naam van de soort is voor het eerst geldig gepubliceerd in 1842 door Erichson.